# Прапор династії Цін
Наприкінці ХІХ століття, символ із зображенням блакитного дракона на однотонному жовтому фоні з червоною перлиною у лівому верхньому кутку був обраний прапором династії Цін. Він став першим національним прапором Китаю і його, як правило, називають «Прапором жовтого дракона».
Династія Цін була останньою імператорською династією в історії Китаю, яка правила починаючи з 1644 року до повалення монархії під час Синьхайської революції. У 1889—1912 символом династії був прапор із драконом.

## Дизайн
Впродовж усієї історії Китайських імператорських династій, жовтий вважався королівським кольором успішних імператорів Китаю. Перший легендарний імператор Китаю був відомий як Жовтий імператор або Хуан-ді (китайська: 黃帝, спрощений китайська: 黄帝). На той час лише членам імператорської родини Китаю дозволялося використовувати жовтий колір на будівлях та одязі. Імператор Китаю зазвичай використовував китайського дракона як символ своєї верховної влади та сили. Як правило, дракони із п'ятьма кігтями були призначені лише для імператорів. У китайській культурі яскраво-червона перлина зображається над головою дракона. Ця перлина асоціюється із багатством, удачею та процвітанням.
Дизайн прапора був значною мірою оснований на прапорі Жовтого знамені з Восьми знамен.

## Трикутний варіант (1862—1889)

Трикутний варіант (1862—1889)

Друга опіумна війна 1856 почалася через те, що китайські цивільні судна плавали під іноземними прапорами, адже на той час у династії Цін не було офіційного прапора. У 1862 році моряки з китайського та британського військово-морського флоту зіштовхнулись у порті Ухань на річці Янцзи. У відповідь на претензії британського флоту про те, що неможливо розрізнити між китайськими урядовими або військовими кораблями та цивільними суднами, Їсін (князь Гун) закликав Цзена Гуофана створити державний прапор династії Цін, та запропонував використовувати жовтий прапор з драконом, який також був одним із прапорів Восьми знамен маньчжурів, а також прапором китайської армії. Добре обдумавши пропозицію, Цзен Гуофан зробив висновок, що квадратний прапор буде надто схожим на прапор Жовтого знамені, що може означати схвалення ієрархії Восьми Знамен, тому прибрав один кут, щоб утворився трикутний прапор.
Використання трикутного варіанту жовтого прапора з драконом було дозволено лише військово-морському флоту та державі; цивільним суднам заборонялося плавати під цим прапором, тому він ніколи не став національним. Однак на деяких дипломатичних зустрічах та на міжнародних публічних зібраннях Китай був представлений саме під цим прапором.

## Прямокутний варіант (1889—1912)

Прямокутний варіант (1889—1912)

У вересні 1881 року, коли два крейсери Chaoyong та Yangwei замовлені у Біркенхеді в Англії були відправлені у Китай, Лі Хунчжан зрозумів, що трикутний прапор був унікальним серед військово-морських прапорів інших країн. В результаті, він подав прохання до імперського суду на дозвіл змінити трикутний морський прапор на прямокутний.
Лі Хунчжан бачив, що усі західні країни мали національні прапори на офіційних заходах, і тому попросив імператрицю Цисі обрати національний прапор для династії Цін. Серед запропонованих прапорів Багуа, прапора Жовтого дракона та прапора із зображенням Циліня, Цисі вибрала жовтий з драконом. У 1888 році імперський суд оголосив військово-морський прапор прапором усієї династії Цін.

## Вплив
Жовтий колір, як символ маньчжурської національності був використаний у п'ятиколірних прапорах Республіки Китай і на прапорі Китайської імперії, хоча у 1912 році Сунь Ятсен оскаржив таке рішення, адже вважав недоцільним використання традиційного королівського кольору для того, щоб представляти маньчжурський народ. Крім того, на знак поваги до династії Цін, на прапорі Маньчжурської держави використовувався гірчично-жовтий колір, адже його основою був саме прапор династії Цін.